# Зомба
Зо́мба (англ. Zomba) — город в малавийском Южном регионе, административный центр одноимённого округа.

## История
Во времена британского владычества и в 1964—1974 годах Зомба был столицей страны. Причём парламент размещался в этом городе до 1994 года.

## Географическое положение
Центр города располагается на высоте 848 м над уровнем моря.

## Транспорт
В городе есть небольшой аэропорт.

## Демография
Население города по годам:
| 1977   | 1987   | 1998   | 2008   | 2012   |
| ------ | ------ | ------ | ------ | ------ |
| 24 234 | 43 250 | 64 115 | 87 366 | 96 460 |

## Известные уроженцы
- Рассел Мвафулирва — малавийский футболист, игрок национальной сборной Малави, играл за малавийский клуб Silver Strikers, а также за клубы Южно-Африканской Республики (Джомо Космос и Аякс (Кейптаун)) и Швеции (Норрчёпинг и Слейпнер).